# Soweto
Soweto város a Dél-afrikai Köztársaságban, Gauteng tartományban, Johannesburg központjától 20 km-re DNy-ra, annak egy elővárosa. 2011-ben 1,27 millió fős lakosságával a Dél-Afrikai Köztársaság 5. legnépesebb városa.
Neve a SOuth-WEstern TOwnships (Délnyugati Kis Települések) elnevezéséből alkotott mozaikszó. 
A város a nagyrészt feketék lakta (99,5%) települések összefüggő csoportja. Ezeket a településeket a fekete vándormunkások számára létesítették – akik elsősorban a közeli bányákban dolgoztak – alvóközségek gyanánt. Soweto néven 1963-ban egyesült a településcsoport. Lakói az 1970-es évektől az 1990-es évekig tartó apartheid-ellenes megmozdulások élharcosai voltak. Az 1994-es választások után eltörölték az apartheidet, de úgy tűnik Soweto még jó ideig megőrzi fekete arculatát.
Soweto lényegében „bádogváros”, zömmel bódék, házilag eszkábált lakóhelyek tömege. Lakossága számáról csak becslések vannak, ezek legalább másfél millióra teszik a benne élőket.

## Galéria

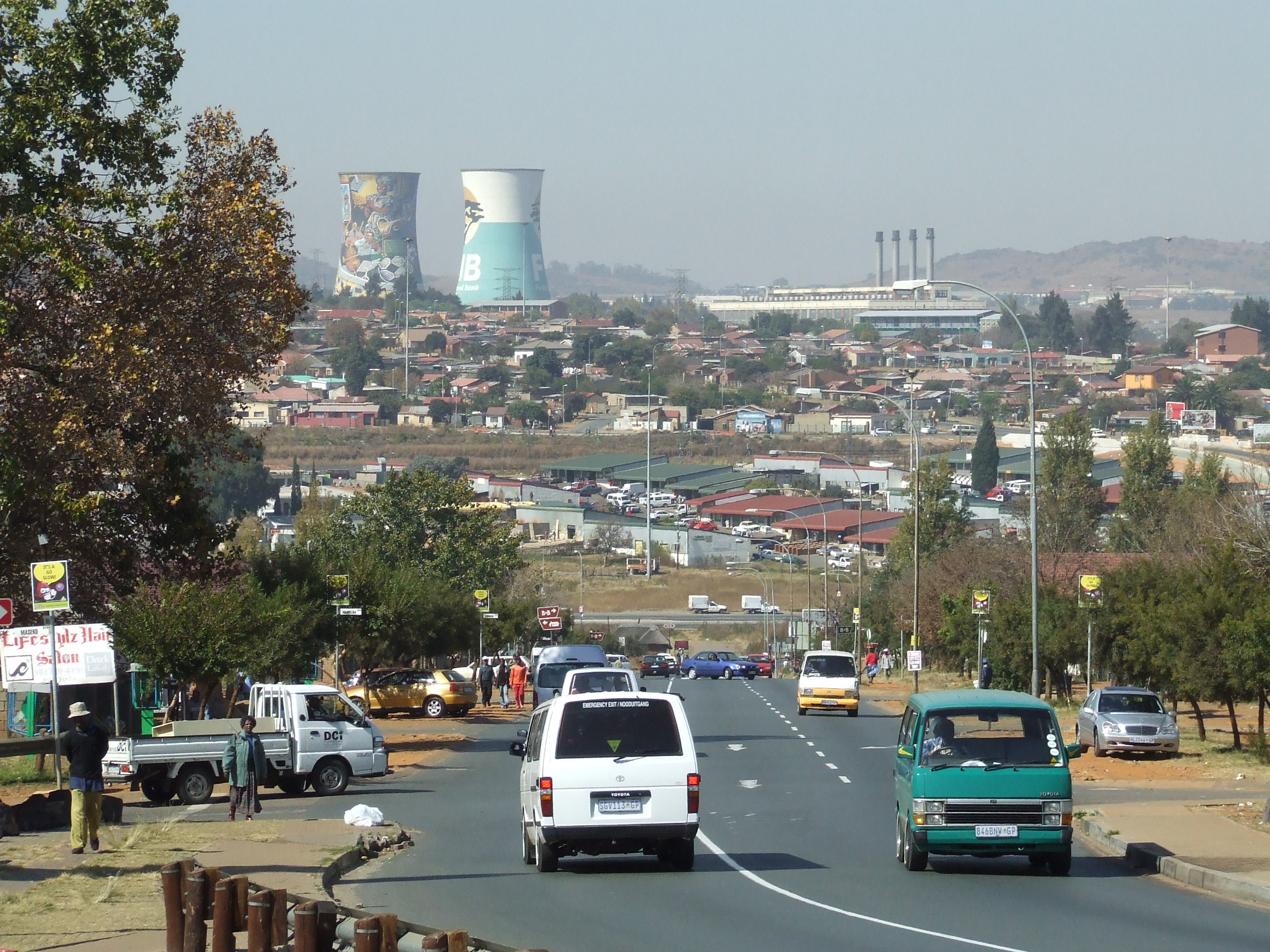
Úton a Cooling Towers felé
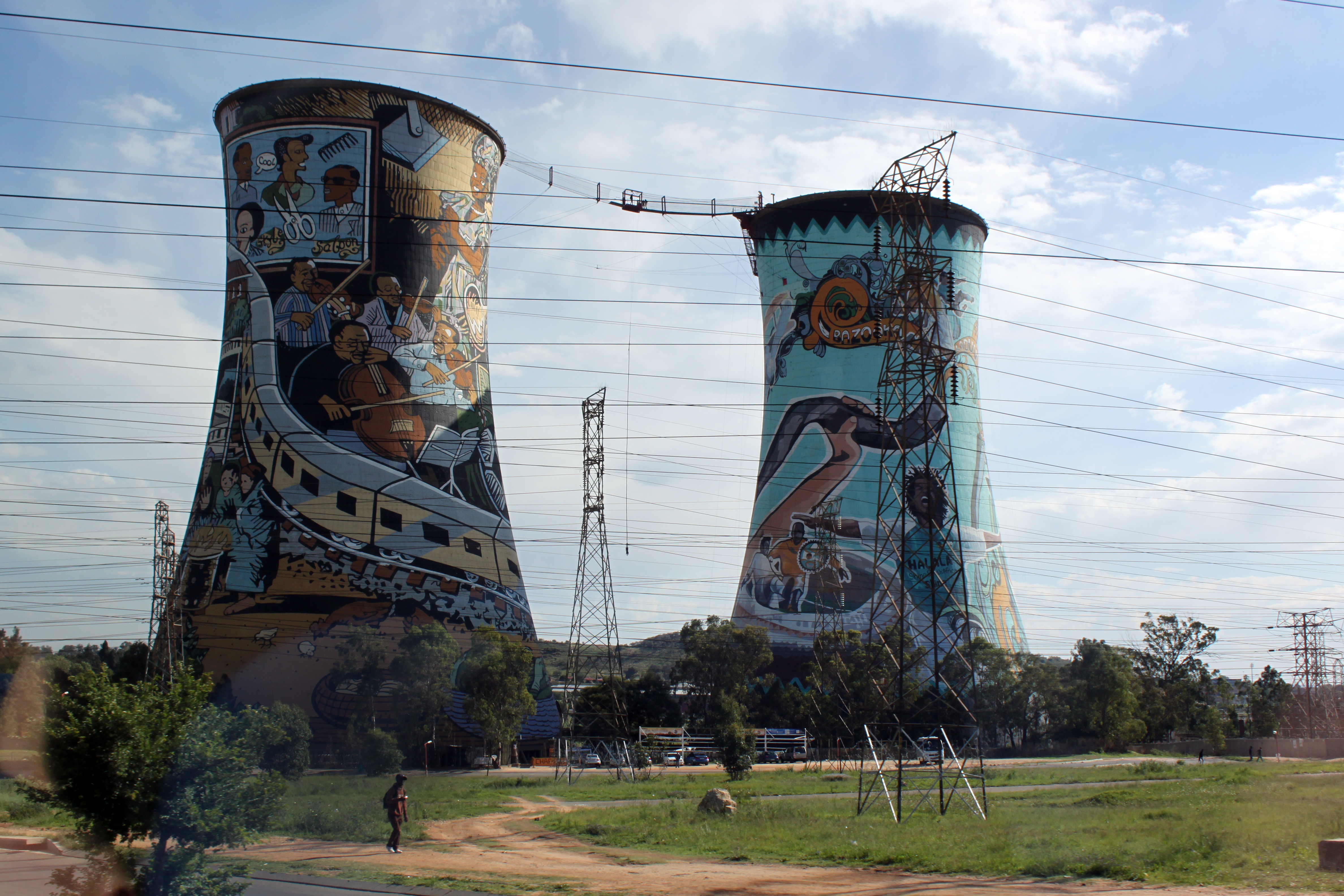
Cooling Towers
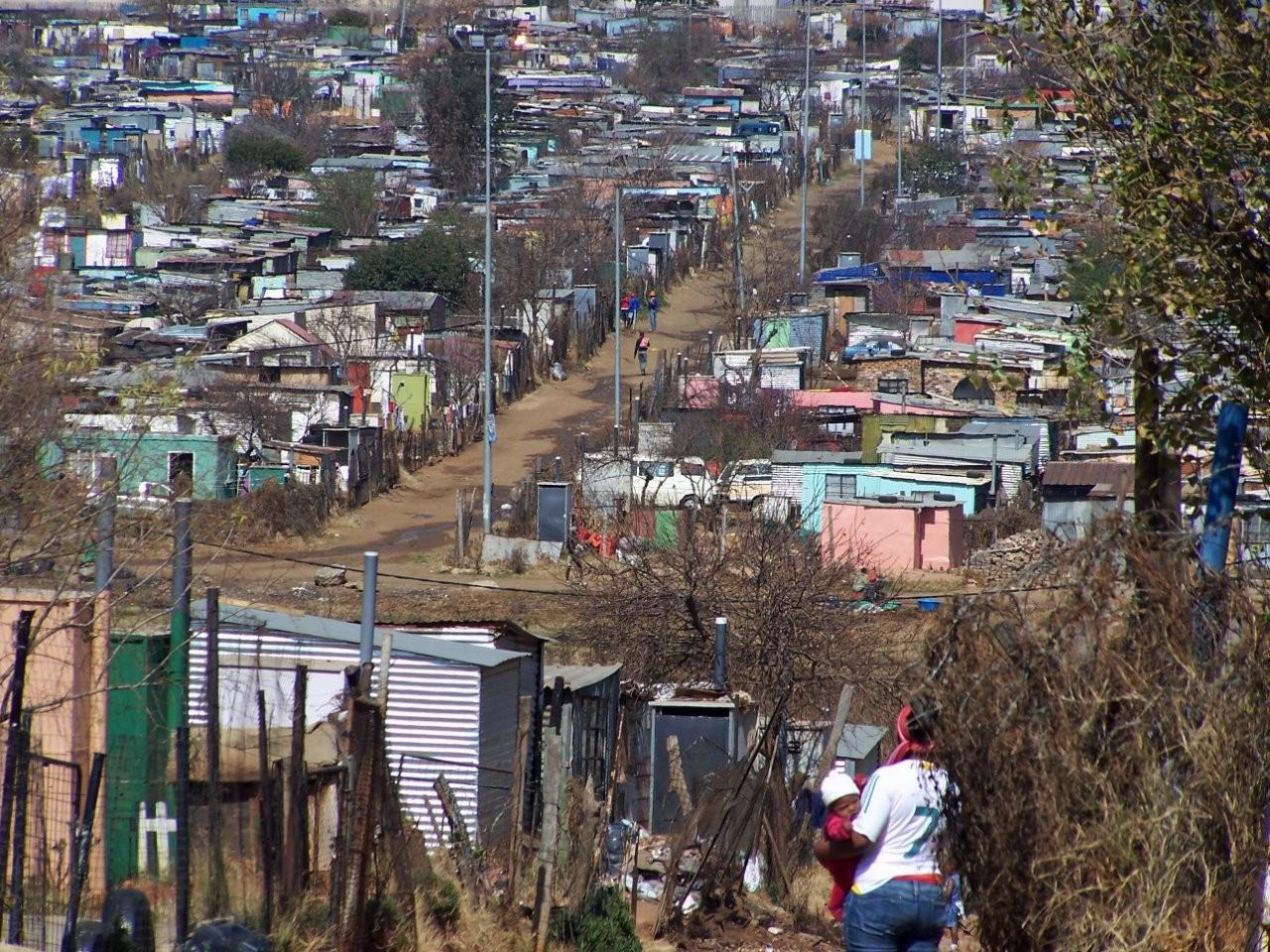
Bádogváros
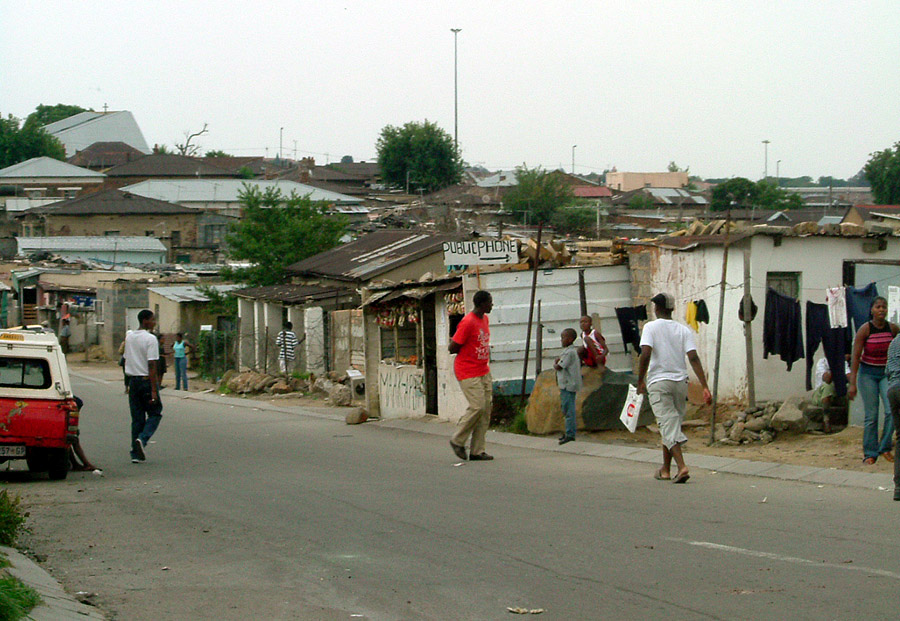
Utca
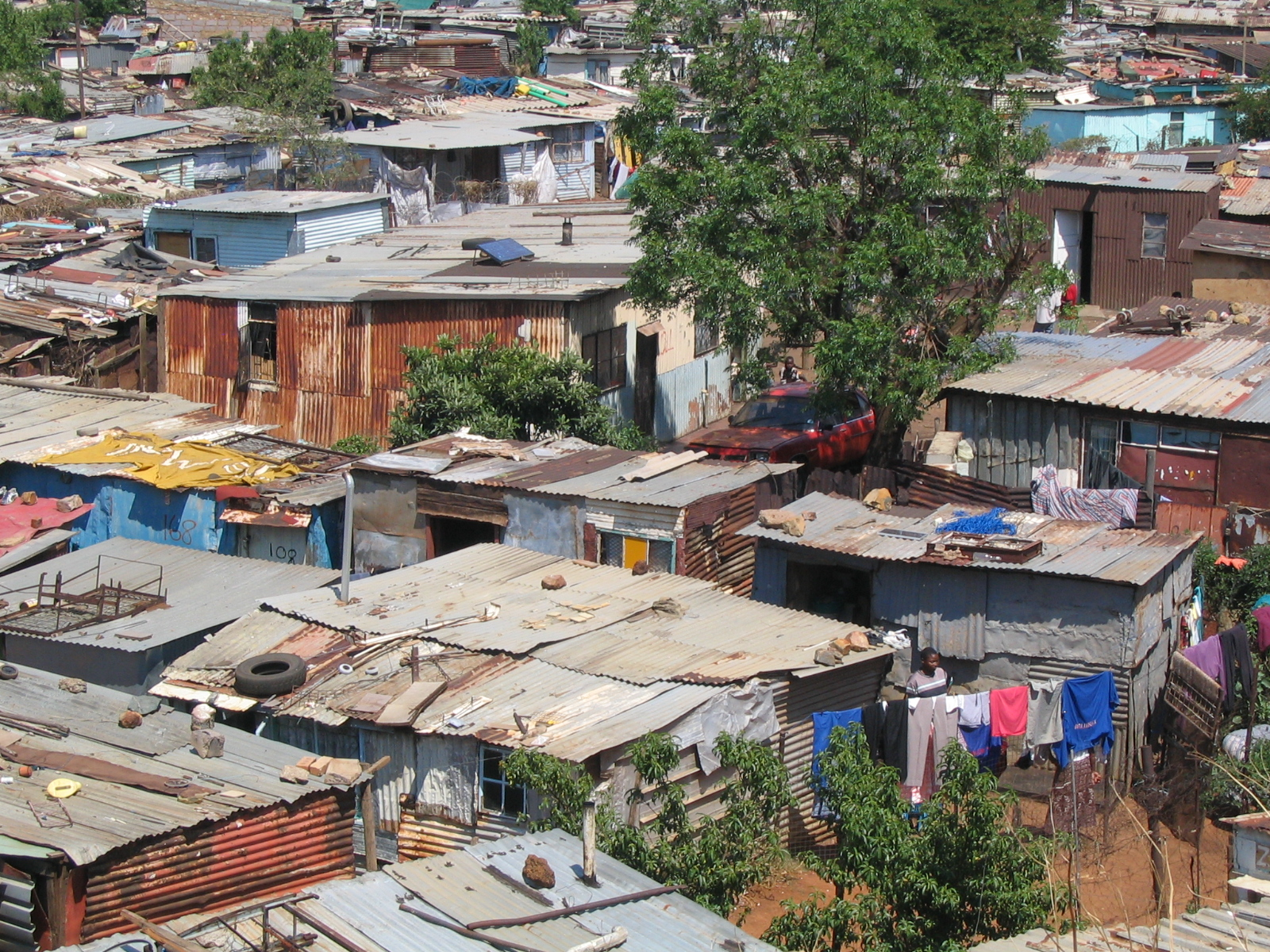
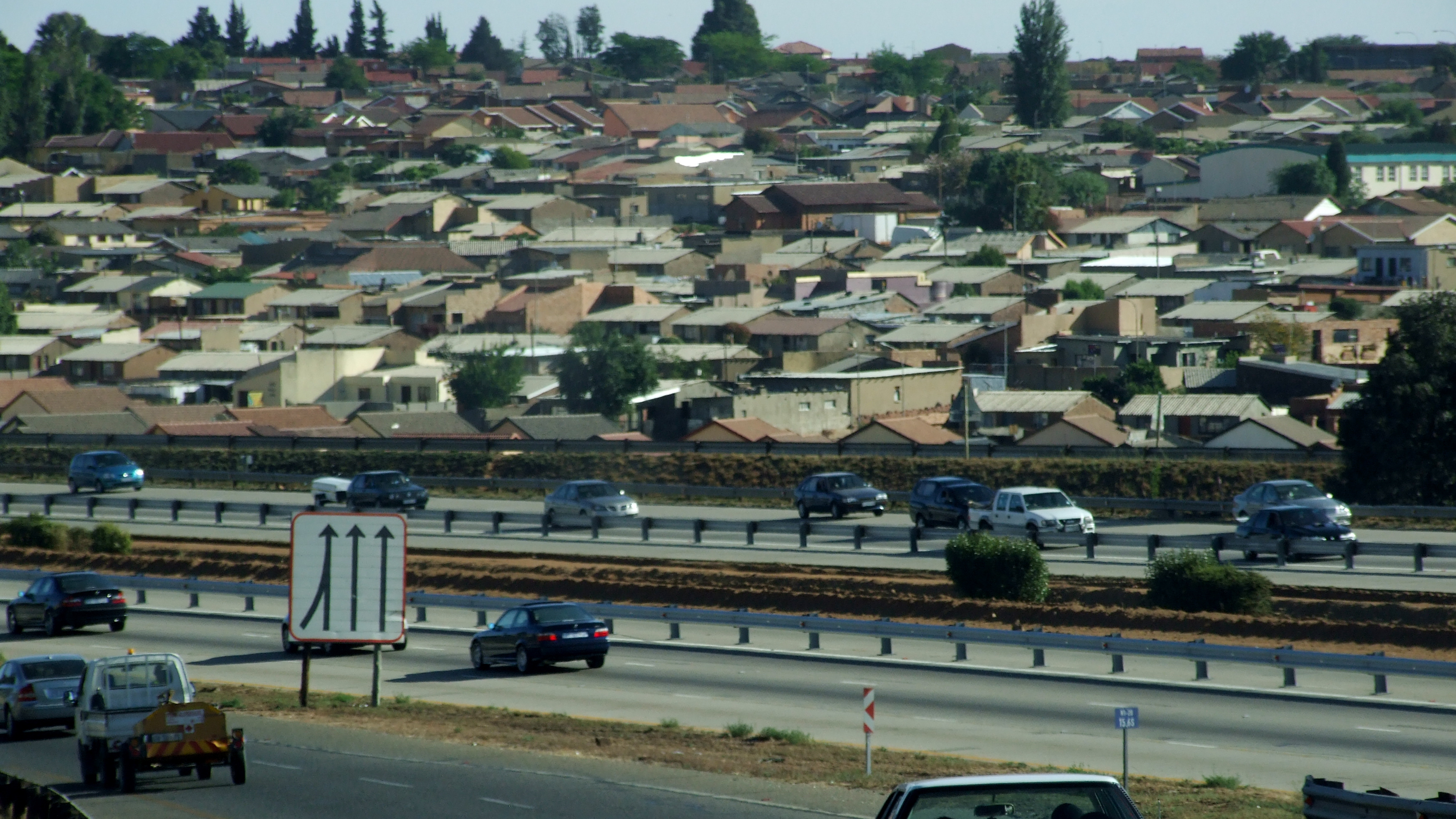
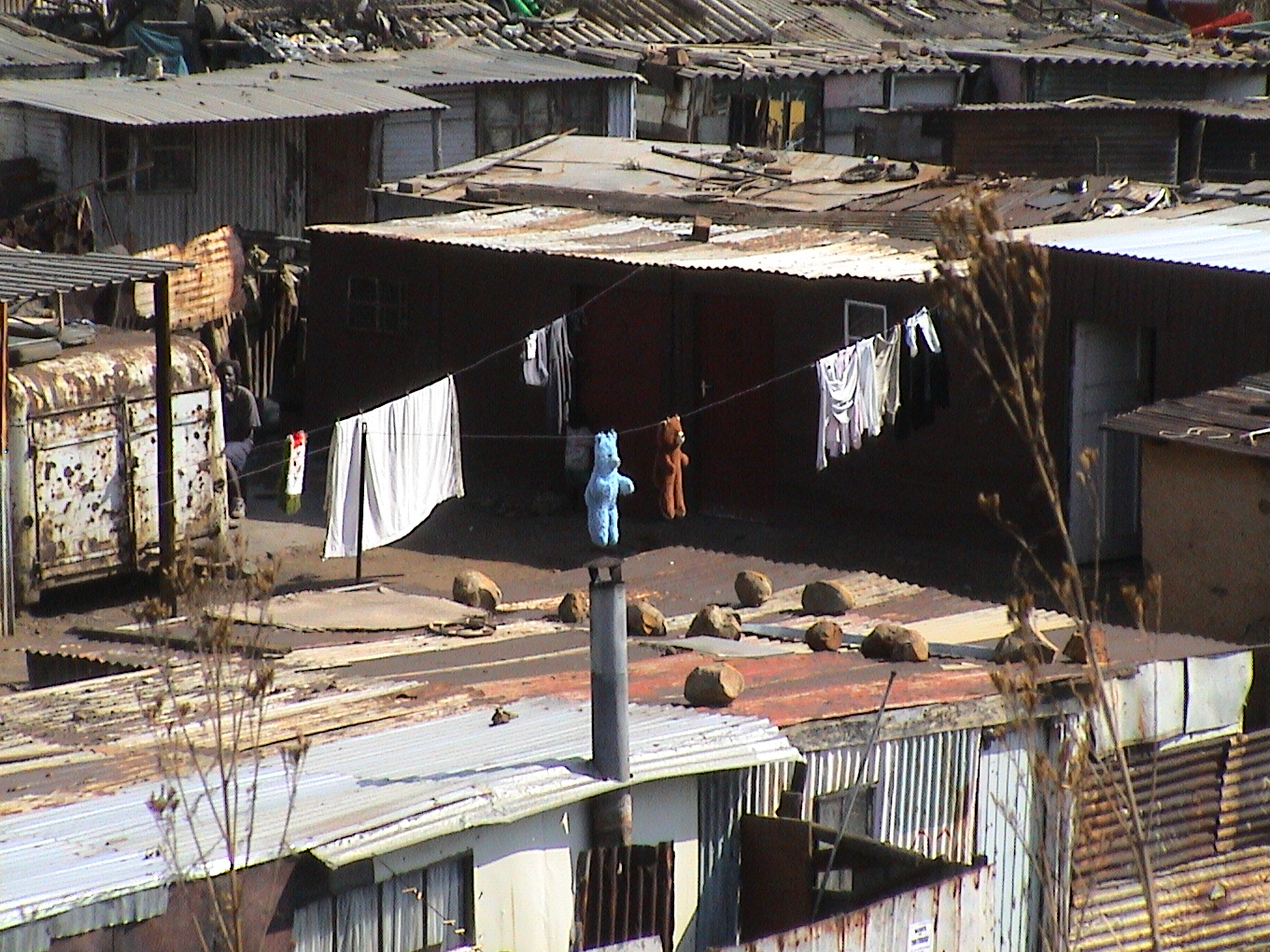
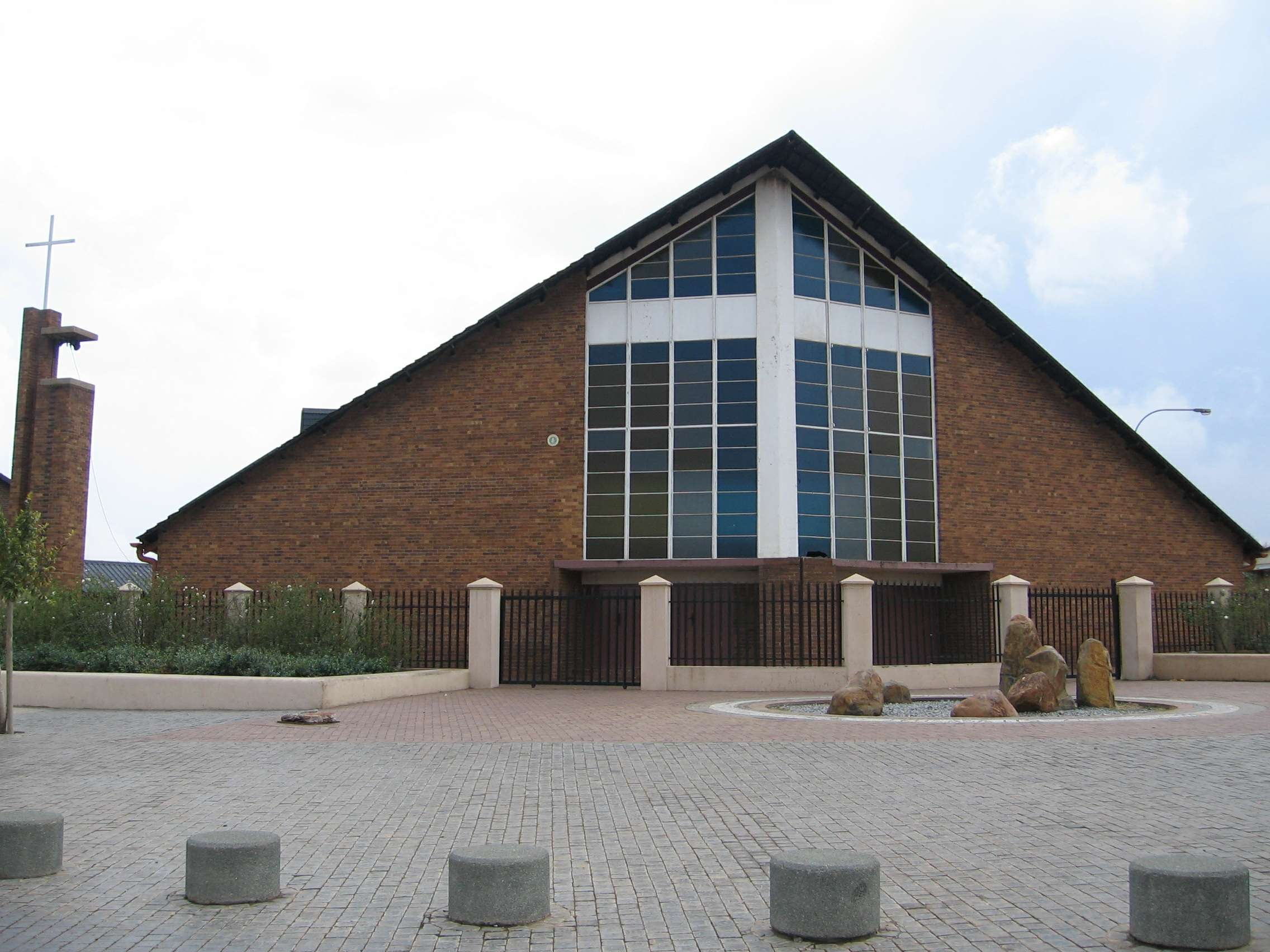
Regina mundi templom

## Fordítás
Ez a szócikk részben vagy egészben  a   Soweto című angol Wikipédia-szócikk fordításán alapul.  Az eredeti cikk szerkesztőit annak laptörténete sorolja fel. Ez a jelzés csupán a megfogalmazás eredetét és a szerzői jogokat jelzi, nem szolgál a cikkben szereplő információk forrásmegjelöléseként.